# Брель, Сергей Валентинович
Серге́й Валенти́нович Брель (род. 18 октября 1970, Москва, СССР) — российский поэт, журналист, филолог, литературовед, краевед, сценарист, режиссёр документального кино, педагог. Кандидат филологических наук.

## Биография
Окончил Московское Педагогическое училище № 1 имени К. Д. Ушинского и Московский государственный гуманитарный университет имени М. А. Шолохова по специальности «учитель русского языка и литературы».
С 1992 года преподаёт русский язык, литературу, мировую художественную культуру.
В 1999 году защитил диссертацию на соискание учёного звания кандидат филологических наук. Тема — «Диалектика духовного и материальных начал в прозе Андрея Платонова (категории живого-неживого в жанрах антиутопии и научной фантастики)».
В 2009 году окончил Высшие курсы сценаристов и режиссёров в Москве (мастерская Л. Голубкиной и О. Дормана, специальность: «драматургия игрового и неигрового кино»). Дипломный сценарий — «Обнажённая осенью».
С 2009 года работает учителем литературы в средней школе № 179, ведёт открытый семинар для школьников и студентов «Современная драматургия и основы сценарного мастерства».
В 2010—2011 годах читал авторские курсы лекций «Психология кино» и «Архетипы в мировом кино» в РГГУ.
Его биография опубликована в энциклопедиях «Кто есть кто: русское издание» (переиздается, начиная, с 2003 года).

### Творческая деятельность
Стихи пишет с 1998 года, после посещения Непала и горных районов Гималаев. Неоднократно выступал на фестивалях искусств «Каштановый дом» (Киев) и «Сергей Осколков и его друзья» (Санкт-Петербург). Творческие вечера С. Бреля проходили в Москве, Санкт-Петербурге, Киеве, Казани и Владимире. 
С 2012 года — член Союза писателей XXI века.
Победитель (1-е место) Всероссийского поэтического конкурса имени Гавриила Каменева «Хижицы» (Казань, 2017)

У Бреля вообще слово — чеканно, видимо, сказывается принадлежность к кинематографической культуре — всё должно быть видимо, но не обязательно — ожидаемо.
— Владимир Коркунов (член Союза журналистов России, Союза писателей XXI века).
Вёл авторские краеведческие прогулки по Москве и Переделкину с сайтом «Москва, которой нет» и «CozyMoscow», выступал в акциях градозащитных обществ «Архнадзор», «Коалиция в защиту Москвы» и компании ВООПИК за сохранение усадьбы «Архангельское», обращал внимание общественности на проблему спасения ансамблей Хитровской площади и квартала Кадаши (Москва).

## Основные публикации (стихи)

### Сборники стихов
- Брель, Сергей. Мир: Стихотворения, 1998—2001. — М.: Грааль, 2002. — 207 с. — 1000 экз. — ISBN 5-94688-028-4 (В пер.)[1][7].
- Брель, С. В. Свой век (стихотворения и переводы). — М.: Время, 2006. — 142 с. — (Серия: Поэтическая библиотека). — 1000 экз. — ISBN 5-9691-0118-4[1].

### Публикации в периодике и в альманахах
- Брель, Сергей. [Стихотворения] // Литературный клуб. 2003. № 3.
- Брель, Сергей. Стихотворения // Новая Юность. 2005. № 3 (72).
- Брель, Сергей. [Стихотворения] // Каштановый дом. — Киев: 2006. Вып. 2.
- Брель, Сергей. Terra Поэзия // Новая Юность. 2007. № 2 (77).
- Брель, Сергей. [Стихотворения] // Современная поэзия. 2007.
- Брель, Сергей. Врата в поднебесье // Литературная газета, 1.10.2008
- Брель, Сергей. Отпущенное измеренье // Дети Ра. 2012. № 5 (91). С. 51—56.
- Брель, Сергей. В самый раз // Зинзивер. 2012. № 11 (43)
- Брель, Сергей. [Стихотворения] // Зинзивер. 2013. № 6 (50).
- Брель, Сергей. [Стихотворения] // Графит. 2013. № 4.
- Брель, Сергей. [Стихотворения] // Дальний Восток. 2013. № 4.
- Брель, Сергей. Стихи 2013 года // Дети Ра. 2013. № 9 (107). С. 25—29.
- Брель, Сергей. [Стихотворения] // День и Ночь. 2014. № 1, № 3.
- Брель, Сергей. Отпущенное измеренье // Дети Ра. 2012. № 5 (91).
- Брель, Сергей. Стихи 2013 года // Дети Ра. 2013. № 9 (107).
- Брель, Сергей. Голос крови // Дети Ра. 2014. № 5 (115). С. 41—45.
- Брель, Сергей. О первозданном // Дети Ра. 2014. № 11 (121). С. 44—53.
- Брель, Сергей. Небо над рощей // Поэтоград. 2014. № 28 (129).
- Брель, Сергей. Такая короткая жизнь // День и Ночь. 2015. № 5. С. 135—136.
- Брель, Сергей. Так не проси струны у псалмопевца // Литературная газета, 24.02.2016
- Брель, Сергей. Среди ветвей. Стихотворения // Дети Ра. 2016. № 8.
- Брель, Сергей. Подборка лирики // Идель. — Казань: 2017. Август. С. 22—23.
- Брель, Сергей. Небо обетованное. Стихотворения // Дети Ра. 2017. № 10 (156).
- Брель, Сергей. Лирика // Особняк. Литературный альманах. Вып. 5. — М.: 2017. С. 117—128. — ISBN 978-5-906930-26-2
- Брель, Сергей. Свет в полутьме // Зинзивер. 2019. № 2.
- Брель, Сергей. В серебряном небе // Поэтоград. 2019. № 6 (366).

### Собрания стихов на литературных интернет-ресурсах
- Перечень публикаций стихов Сергея Бреля в Журнальном зале
- Страница Сергея Бреля на Стихи.ру
- «Все стихи Сергея Бреля» в поэтическом альманахе «45-я параллель»

## Основные публикации (проза)

### Книга
- Брель С. В. Аверс и реверс. — М.: Изд. Стеклограф, 2019.[8] — ISBN 978-5-4465-2464-8

### Рассказы
- Брель, Сергей. Пеликан в пустыне // Графит. — Тольятти: 2017. № 13. С. 34—43.
- Брель, Сергей. Разные русские // Графит. — Тольятти: 2018. № 16. С. 30—42.

## Основные публикации (искусствоведение, литературная критика, краеведение)
- Брель С. В. Культурные контексты поэтики «живого — неживого» А. Платонова // «Страна философов» Андрея Платонова: Проблемы творчества. Вып. 4. — М.: ИМЛИ им. А. М. Горького РАН. 2000. С. 239.
- Брель С. В. Эстетика Платонова в контексте представлений об энтропии // «Страна философов» Андрея Платонова: Проблемы творчества. Вып. 5. Юбилейный. — М.: ИМЛИ им. А. М. Горького РАН. 2003. С. 332.
- Брель С. В. Попасть в классики: игра на выживание // Литературная учёба. 2008. № 6.
- Брель С. В. География литературного голоса: спасенная в эссе. О книге Рустама Рахматуллина «Две Москвы, или Метафизика столицы» // Литературная учёба. 2009. № 2.
- Брель С. В. Старое слово на новой сцене // Свой. 2009. № 3. С. 34—35.
- Брель С. В. Русские усадьбы во сне и наяву // Свой. 2009. № 6. С. 6—11.
- Брель С. В. Оправдание Хитровки // Свой. 2009. № 7.
- Брель, Сергей. Достоевский отдыхает (размышления о фильме Якко Груна «Лилет, которой не было и нет») // Поэтоград. 2013. № 32 (83).
- Брель, Сергей. Не сгинет потаённая Москва // Литературная газета, 4.03.2015
- Брель, Сергей. Романс о потерянном рае // День и Ночь. 2016. № 3. С. 19—24.
- Брель, Сергей. От предубеждения к гордости «Война и мир» Тома Харпера на российском телевидении // День и Ночь. 2017. № 2.
- Брель С. В. Шар из страны Гонгури // Хочу всё знать. — М.: 2017-2018. С. 236—243. — ISBN 978-5-9905808-6-2

## Фильмография

### 2008 год
- «Диалоги на фоне пропасти» («Двор, в котором мы живем») (неигровой фильм). Автор сценария, режиссер и продюсер (совместно с Андреем Грязевым) (ВКСР). Приз за лучший документальный фильм на Первом конкурсе неигрового кино о Москве «Москомнаследия».
- «Дорога к дому». Короткий метр. Режиссер Дмитрий Живов (ВГИК). Оригинальный сценарий. Фильм включён в основную программу 28 Международного фестиваля ВГИК.
- «Самокат». Короткий метр. Режиссер Наталья Углицких (ВКСР) (совместный сценарий).

### 2009 год
- «Совсем рядом». Короткий метр. Режиссер Екатерина Шейно (ВКСР) (совместный сценарий).
- «Целая жизнь Бориса Пильняка». ВГТРК, «Культура» (сценарий).

## Литературные награды
- Победитель (1-е место) Всероссийского поэтического конкурса имени Гавриила Каменева «Хижицы» (Казань, 2017)

## Отзывы о творчестве
- Коровин А. Ю. [Рецензия на творчество С. Бреля] // Современная поэзия. 2007. № 1.
- Крылова Элла. Мария, радуйся, когда тоскуется... [Предисловие] // Брель, С. В. Свой век (стихотворения и переводы). — М.: Время, 2006. (Публикация Предисловия на Проза.ру.)
- Коркунов В. В. Ранимый и бесконечно талантливый голос гения, Или сила любви, оправдывающая жизнь // Зинзивер. 2012. № 6 (38).